# Henri Orengo
Pour les articles homonymes, voir Orengo.
Henri Orengo, né à Monaco, est un ancien président de l'AS Monaco FC.

## Biographie
Henri Orengo fut président de l'AS Monaco de 1973 à 1974.

## Décorations
- Officier de l'ordre du Mérite culturel de Monaco Il est promu officier le 22 novembre 2019[3].